# Кологривий Микита Сергійович
Кологривий Микита Сергійович (рос. Кологривый, Никита Сергеевич; 16 жовтня 1994, Новосибірськ, Росія) — російський актор театру та кіно. Найбільш відомий за ролями Мішки Япончика в трилогії про Бендера режисера Ігоря Зайцева, Левіс в серіалі «Оффлайн», Гери у серіалі «Два пагорби» та Кощія у серіалі «Слово пацана. Кров на асфальті».
Фігурант бази даних центру «Миротворець».

## Біографія
Народився 16 жовтня 1994 року у Новосибірську. Також деякий час в дитинстві проживав у місті Біла Церква. У юнацтві займався боксом і планував вступати до педагогічного університету на тренера, але вступив до Новосибірського театрального інституту. Після закінчення другого курсу вирушив до Москви, де вступив до ГІТІС на курс театральних режисерів Сергія Голомазова та Павла Хомського. Закінчив вуз із червоним дипломом у 2018 році.
У 2015 році під час навчання дебютував на сцені Московського губернського театру в ролі Бена Ганна та Діка Джонсона у виставі «Острів скарбів», поставленої за сприяння Фонду підтримки та розвитку соціокультурних проектів Сергія Безрукова.
У 2023 виступив креативним продюсером серіалу «Макс і Гусак», в якому також зіграв головну роль.
Під час навчання в ГІТІСі познайомився з актрисою Олександриною Пітиримовою, з якою в 2020 році зіграв весілля. У травні 2021 року у пари народилася дочка Єсенія.

## Вибрана фільмографія

### Фільми
| Рік  |   | Українська назва          | Оригінальна назва              | Роль |
| ---- | - | ------------------------- | ------------------------------ | ---- |
| 2019 | ф | Балканський рубіж         | рос. Балканский рубеж          | Кіря |
| 2021 | ф | Майор Грім: Чумний Доктор | рос. Майор Гром: Чумной Доктор | псих |

### Серіали
| Рік       |   | Українська назва               | Оригінальна назва                    | Роль         |
| --------- | - | ------------------------------ | ------------------------------------ | ------------ |
| 2020      | с | Політ                          | рос. Полёт                           | здоровань    |
| 2020      | с | Гра на виживання               | рос. Игра на выживание               | Заточка      |
| 2021      | с | Чикатило                       | рос. Чикатило                        | Шеїн         |
| 2021      | с | Харчоблок                      | рос. Пищеблок                        | Дімон Маслов |
| 2022      | с | Чорна весна                    | рос. Чёрная весна                    | Гена Зуєв    |
| 2022—2023 | с | Життя за викликом              | рос. Жизнь по вызову                 | Антон        |
| 2023      | с | Слово пацана. Кров на асфальті | рос. Слово пацана. Кровь на асфальте | Кощій        |